# Picket Hill
Der Picket Hill ist der höchste Berg der Löwenberge  in der Western Area (Western Area Peninsular-Nationalpark) im westafrikanischen Sierra Leone. Er erreicht eine Höhe von 888 m (inoffiziellen Angaben nach nur 855 m).